# Microctenopoma damasi
Microctenopoma damasi é uma espécie de peixe da família Anabantidae.
Pode ser encontrada nos seguintes países: República Democrática do Congo e Uganda.
Os seus habitats naturais são: rios.